# 坂東家橘

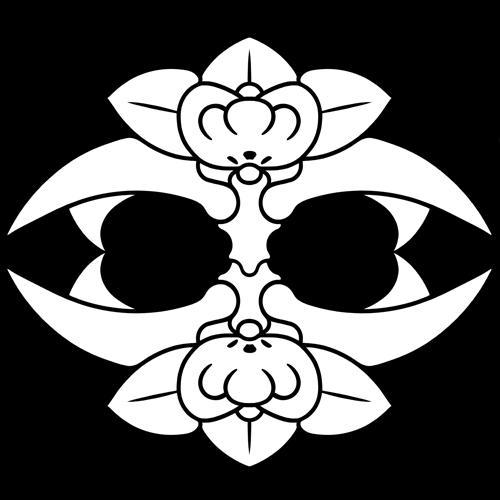
根割り橘

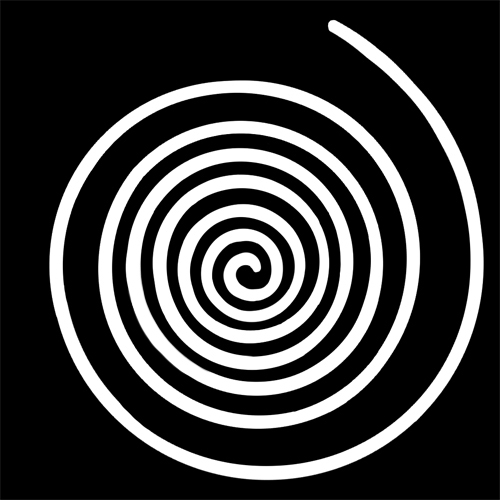
渦巻

坂東家橘（ばんどう かきつ）は、歌舞伎役者の名跡。屋号は橘屋。定紋は根割り橘、替紋は渦巻。
市村座座元だった五代目市村家橘が、明治五年に座の経営権を手離さざるを得なくなったのを機に、市村座ゆかりの「市村」の姓を「坂東」に改めたもの。その養子の二代目坂東家橘のとき、「坂東」を「市村」に戻している。
- 初 代 坂東家橘
  - 十三代目市村羽左衛門の弟、1847–93。
  - 三代目市村竹松 → 十四代目市村羽左衛門 (役者としては五代目市村家橘)→ 初代坂東家橘

- 二代目 坂東家橘
  - 初代の養子、1874–1945。実父は明治政府の外交顧問をつとめたチャールズ・ルジャンドル、母は旧福井藩藩主松平慶永の庶子池田絲。
  - 坂東竹松 → 二代目坂東家橘 → 六代目市村家橘 → 十五代目市村羽左衛門